# KCNJ6
KCNJ6 (англ. Potassium voltage-gated channel subfamily J member 6) – білок, який кодується однойменним геном, розташованим у людей на короткому плечі 21-ї хромосоми.  Довжина поліпептидного ланцюга білка становить 423 амінокислот, а молекулярна маса — 48 451.
| 10         |  | 20         |  | 30         |  | 40         |  | 50         |
| ---------- |  | ---------- |  | ---------- |  | ---------- |  | ---------- |
| MAKLTESMTN |  | VLEGDSMDQD |  | VESPVAIHQP |  | KLPKQARDDL |  | PRHISRDRTK |
| RKIQRYVRKD |  | GKCNVHHGNV |  | RETYRYLTDI |  | FTTLVDLKWR |  | FNLLIFVMVY |
| TVTWLFFGMI |  | WWLIAYIRGD |  | MDHIEDPSWT |  | PCVTNLNGFV |  | SAFLFSIETE |
| TTIGYGYRVI |  | TDKCPEGIIL |  | LLIQSVLGSI |  | VNAFMVGCMF |  | VKISQPKKRA |
| ETLVFSTHAV |  | ISMRDGKLCL |  | MFRVGDLRNS |  | HIVEASIRAK |  | LIKSKQTSEG |
| EFIPLNQTDI |  | NVGYYTGDDR |  | LFLVSPLIIS |  | HEINQQSPFW |  | EISKAQLPKE |
| ELEIVVILEG |  | MVEATGMTCQ |  | ARSSYITSEI |  | LWGYRFTPVL |  | TLEDGFYEVD |
| YNSFHETYET |  | STPSLSAKEL |  | AELASRAELP |  | LSWSVSSKLN |  | QHAELETEEE |
| EKNLEEQTER |  | NGDVANLENE |  | SKV        |  |            |  |            |

A: Аланін

C: Цистеїн

D: Аспарагінова кислота

E: Глутамінова кислота

F: Фенілаланін

G: Гліцин

H: Гістидин

I: Ізолейцин

K: Лізин

L: Лейцин

M: Метіонін

N: Аспарагін

P: Пролін

Q: Глутамін

R: Аргінін

S: Серин

T: Треонін

V: Валін

W: Триптофан

Кодований геном білок за функціями належить до іонних каналів, потенціалзалежних каналів. 
Задіяний у таких біологічних процесах як транспорт іонів, транспорт, транспорт калію. 
Білок має сайт для зв'язування з калію. 
Локалізований у мембрані.